# Troy (Tennessee)
Troy è un comune degli Stati Uniti d'America, situato nello Stato del Tennessee, nella Contea di Obion.